# Boletus quercophilus
Espèce
Boletus quercophilus, Bolet des chênes est une espèce de champignons basidiomycètes, excellent comestible du genre Boletus dans la famille des Boletaceae découvert récemment[Quand ?] au Costa Rica. Ce bolet ou cèpe du chêne est morphologiquement proche de Boletus edulis. Mais la phylogénétique montre qu'il s'agit d'une espèce spécifique et le place dans un des cinq clades d'edulis sensu lato. Il se caractérise par une cuticule de couleur beige puis brune et un pied réticulé d'un maillage brun en vieillissant. L'hymenium blanc jeune ne verdit pas comme chez edulis.

## Classification phylogénétique
Clade des edulis sensus lato

## Description
Chapeau convexe de 6 à 15 cm de diamètre, s'étalant en vieillissant, morphologiquement proche de celui de Boletus edulis.
Cuticule : beige-brun à brun foncé, et brun adulte
Chair blanche inodore, qui ne se colore pas à la coupe.
Hyménium : pores blancs, puis jaune pâle et beiges en vieillissant.
Stipe : pied beige clair, réticulé de veines brunes vers le haut en vieillissant.
Sporée :
Spores :

## Habitat
Mycorhize avec Quercus copeyensis et Quercus rapurahuensis, versant ouest de Volcan Poas et de près de Cerro de la Muerte. Cordillère volcanique du Talamanca au Costa-Rica, Amérique centrale, il n'est pas signalé en dehors du Costa Rica.

## Saison
Automne.

## Comestibilité
Excellent comestible.